# La ley de Las Vegas
La ley de Las Vegas (título original: For Which He Stands) es una película estadounidense de acción, drama y crimen de 1996, dirigida por Nelson McCormick, escrita por Gianni Russo, en la fotografía estuvieron Larry Blanford y Ruurd M. Fenenga, los protagonistas son William Forsythe, Robert Davi y Ernie Hudson, entre otros. El filme fue producido por Vegas Story y se estrenó el 17 de mayo de 1996.

## Sinopsis
El dueño de un casino de Las Vegas, luego de un enfrentamiento no querido con un integrante de una familia de mafiosos de Colombia, se involucra intensamente con algunos grupos desagradables por querer obtener seguridad para él y su familia. Este largometraje está basado en hechos reales.